# Tonia
Tonia, pseudonimo di Antonia Arlette Dominicus (Anderlecht, 25 luglio 1947), è una cantante belga, nota soprattutto per aver partecipato all'Eurovision Song Contest del 1966 in rappresentanza del suo Paese, classificandosi quarta. Tonia è un'interprete di canzoni in olandese, francese e tedesco.

## Carriera
Tonia è figlia di Jef Dominicus, ciclista professionista olandese che partecipò due volte al Tour de France, e della cantante olandese di operetta e varietà Belia van Lier, che era solita esibirsi alla Monnaie e alle Folies Bergère di Bruxelles. Tonia, che pure era in possesso della cittadinanza dei Paesi Bassi, è stata cresciuta dai genitori come perfetta bilingue olandese/francese.
All'età di cinque anni Tonia si esibiva duettando con la madre alle Folies Bergère. All'età di dodici anni si esibiva ormai da solista. Nel 1961 fu scoperta da Bob Boon, programmatore musicale della Vlaamse Radio- en Televisieomroep, l'equivalente della RAI nelle Fiandre, che la portò ad esibirsi per la prima volta alla televisione belga. Nel 1962 Tonia partecipò come finalista in rappresentanza dei Paesi Bassi al Grote Internationale variétéprijs, un premio musicale internazionale. Tonia firmò quindi un contratto discografico con la Decca Records e nel 1963 vinse la Coupe de Télé-Luxembourg nel confinante Lussemburgo. Da quel momento iniziò ufficialmente la sua carriera discografica, scandita da una fiorente pubblicazione di singoli. La canzone Pour mon anniversaire je voudrais un beatle in francese e Geef mij voor mijn verjaardag een beatle in olandese fu un notevole successo.
Nel 1965 Tonia fu naturalizzata cittadina belga per poter rappresentare il suo Paese al Festival musicale europeo di Knokke, nelle Fiandre. Partecipò anche nel suo Paese al Vlaams Schlagerfestival.
Nel 1966 l'emittente del Belgio francofono RTBF la selezionò per rappresentare il Paese all'Eurovision Song Contest 1966 con la canzone Un peu de poivre, un peu de sel, scelta dai telespettatori. L'edizione del festival si tenne a Lussemburgo. Tonia si classificò quarta: all'epoca si trattava del più alto piazzamento per il Belgio all'interno del concorso. Nel 1968 Tonia si candidò per rappresentare ancora una volta il Belgio, ma non fu votata.
Verso la fine degli anni Sessanta Tonia si rivolse al mercato di musica Schlager tedesco. Nel 1973 si candidò addirittura come rappresentante della Germania per l'Eurofestival, ma senza essere selezionata. Da quel momento la sua carriera ha vissuto un lento declino.
L'ultimo singolo della cantante belga risale al 1982. Nel 1990 fu pubblicato un greatest hits.
Tonia è stata sposata con il trombettista Albert Mertens. Molti anni dopo la morte di Martens si è risposata con Paul Bourdiaudhy, trombettista anch'egli.

## Discografia

### Singoli
- 1962 School is uit (nl. La scuola è finita)
- 1963 Mon p'tit copain de vacances (fr. Il mio fidanzatino delle vacanze)
- 1963 Avant de t'embrasser (fr. Prima di baciarti)
- 1963 L'école est finie (fr. La scuola è finita)
- 1963 Trois mousquetaires (fr. Tre moschettieri)
- 1964 La fin d'un amour n'est pas un drame (fr. La fine di un amore non è una tragedia)
- 1964 Geef mij voor mijn verjaardag toch een beatle (nl. Per il mio compleanno regalami uno dei Beatles)
- 1964 Pour mon anniversaire je voudrais un beatle (fr. Per il mio compleanno regalami uno dei Beatles)
- 1964 Kimi
- 1965 Ik heb heimwee naar jou/Wie heeft (nl. Ho nostalgia di te/Chi mai ha)
- 1965 Ce n'est pas loin, domani (fr. Non è lontano, domani)
- 1965 Toujours les beaux jours (fr. Sempre i bei giorni)
- 1965 Ist denn alles aus? (td. Allora è finito tutto?)
- 1966 Un peu de poivre, un peu de sel (Eurofestival 1966) (fr. Un po' di pepe, un po' di sale)
- 1966 Un grand bateau (fr. Una grande barca)
- 1966 Vorbei sind die Tränen (td. Le lacrime sono sparite)
- 1967 Un tout petit pantin (traduzione dall'inglese di Puppet on a string di Sandie Shaw)
- 1967 Joli petit poisson (fr. Bel pesciolino)
- 1967 Der Gedanke an Dich (td. Il [mio] pensiero a te)
- 1967 Bonsoir, Chéri (fr. Buonasera, caro)
- 1968 Karussell (td. Giostra)
- 1968 Weiter, immer weiter (con cui ha partecipato alle selezioni per il concorso musicale Deutscher Schlagerwettbewerb) (td. Avanti, sempre avanti)
- 1969 Texascowboypferdesattelverkäuferin (con cui è arrivata in finale al concorso musicale Deutscher Schlagerwettbewerb) (td. Venditrice di selle per cavalli da cowboy in Texas)
- 1969 Wenn die Nachtigall singt (td. Quando canta l'usignolo)
- 1971 Ich will leben nur mit Dir (td. Voglio vivere con te soltanto)
- 1972 Ein grünes Kleeblatt (td. Un quadrifoglio verde)
- 1973 Sebastian (con cui ha partecipato alla selezioni per la rappresentanza tedesca all'Eurofestival)
- 1974 Iedere Nacht is... (nl. Ogni notte è...)
- 1976 Jahrmarkt der Eitelkeit (td. La fiera delle vanità)
- 1977 Schönes Theater (td. Bel teatro)
- 1980 Warum rufst Du mich nicht an? (td. Perché non mi chiami?)
- 1982 Ich will nach Afrika (td. Voglio andare in Africa)

### LP
- 1981 This Is My Day

### CD
- 1990 Les plus grands succès de Tonia